# Voltage Pictures
Voltage Pictures — американская компания по производству и прокату фильмов, основанная Николя Шартье в 2005 году. Она сняла более 180 кинофильмов, за что получила в общей сложности две премии «Золотой глобус» и девять премий «Оскар».

## Последние фильмы
Дополнительные релизы включают "Красотка на всю голову" с Эми Шумер и Мишель Уильямс в главных ролях, который собрал почти 100 миллионов долларов по всему миру после выхода в 2018 году, "Красивый, плохой, злой" с Зак Эфрон и Лили Коллинз в главных ролях, премьера которого состоялась на кинофестивале "Сандэнс" в 2019 году и впоследствии была продана Netflix, и "Агент Ева" режиссера Тейт Тейлор и в главных ролях Джессика Честейн, Колин Фаррелл, Джон Малкович, Коммон, Джина Дэвис и Джоан Чен.
Недавно выпущенный компанией Voltage фильм "Заступник" с Лиамом Нисоном в главной роли, премьера которого состоялась 12 января 2021 года на канале Open Road. В 2019 году вышел фильм "После". Вторая часть франшизы После, "После. Глава 2", с Джозефин Лэнгфорд и Хиро Файнс-Тиффин в главных ролях вышла в 2020 году, третья, четвертая - в 2021 и 2022 годах. "После. Навсегда" выйдет в 2023 году. В 2024 году вышел документальный фильм о книгах и фильмах франшизы. В нем также была информация о выходе в 2025 году нового фильма о детях главных героев.
В 2021 году вышел фильм "После пробуждения". Продолжение "Опасная игра" вышел в 2022 году.
В 2023 году вышел фильм До встречи на Венере.

## Названия продаж
Текущий список продаж Voltage включает предстоящий триллер "Девушка, которая боялась дождя" с Гарри Конник и Кэтрин Хейгл в главных ролях, который должен выйти 12 февраля 2021 года на лейбле Lionsgate, и Body Brokers, который должен выйти 12 февраля 2021 года на Vertical Entertainment. Скоро в прокат выйдет криминальный фильм о гангстерах "Лэнкси" с Харви Кейтель, Сэм Уортингтон и Аннасофия Робб в главных ролях, политический байопик "Рейган" с Деннис Куэйд, Пенелопа Энн Миллер и лауреатом премии "Оскар" Джон Войт в главных ролях, триллер ужасов "Седьмой день" с Гай Пирс в главной роли и военный триллер "Гнездо кондора" с Арнольдом в главной роли Вослоо.

## Телевидение
Voltage Pictures выпустила два сезона “Истинного правосудия” со Стивеном Сигалом в главной роли, которые транслировались на 5USA, предстоящий 12-серийный сериал “Эра живых мертвецов / Age of the Undead” и совсем недавно выступала в качестве исполнительных продюсеров “Шестерки”, который в настоящее время выходит в эфир на канале History.

## Премии
Фильм "Повелитель бури" с Джереми Реннер в главной роли получил шесть премий "Оскар", включая "Лучшую картину", "лучшую режиссуру" и "лучший сценарий" в 2009 году. "Далласский клуб покупателей", режиссер Жан-Марк Валле, в главных ролях Мэттью Макконахи, Джаред Лето и Дженнифер Гарнер. Фильм получил три премии "Оскар", включая "Лучшую мужскую роль" и "лучшую мужскую роль второго плана", а также два "Золотых глобуса", опять же в двух актерских категориях.